# Rádiófrekvenciás keverő
A rádiófrekvenciás keverő feladata, hogy a rádiófrekvenciás bemeneti jelet és a helyi oszcillátor jelét összekeverje, és így előálljon a középfrekvenciás jel. A rádiófrekvenciás keverőt nevezik még frekvenciaváltónak is.
A keverő feladata olyan kimenő jel kialakítása, amely tartalmazza a két bemenő jel szorzatát, mivel a kimenő jelnek ez esetben lesz a két bemenő frekvencia különbségének megfelelő komponense.

## Önrezgő keverő[2]
A kereskedelemben kapható, műsorvétel céljára használt rádiók nagy többsége ezt a megoldást alkalmazza. A kapcsolás egyetlen erősítőfokozatra épül, tranzisztoros erősítőkapcsolás esetén
- a bázis előtt van a bemeneti rezgőkör (piros), amely a venni kívánt állomás frekvenciájára hangolható. A tranzisztoros fokozat ezen a jelen erősítést végez.
- az emitterkörben van a helyi oszcillátor rezgőköre (kék), a visszacsatolás az R2 ellenállás és a C2 kondenzátoron jut a tranzisztor bázisára, egyúttal itt megoldódik az oszcillátorjel és a bemeneti jel összekeverése is.
- a tranzisztor kollektorkörében található a középfrekvenciára hangolt rezgőkör (narancssárga). A tranzisztor kollektorán jelenik meg az összekevert, erősített jel, a rezgőkör pedig leválasztja a különbségi frekvencián megjelenő jelet.

Elterjedt az a megoldás is, hogy a helyi oszcillátor külön fokozatban van megoldva, ilyenkor az oszcillátor jelét a nagyfrekvenciás előerősítő tranzisztorának emitterén viszik be.

## Additív keverés
Additív keverés esetén a két jelet egy nemlineáris elem bemenetén összegzik, a kimenő jelben az eszköz nemlineáris karakterisztikája miatt jelenik meg a két bemenő jel szorzata.
- P1: nagyfrekvenciás előerősítő kimenő jele
- P2: helyi oszcillátor kimenő jele

## Multiplikatív keverés
Multiplikatív keveréskor a két jelet olyan áramköri elem két bemenetére vezetik, melynek kimenő jele a bemenő jelek szorzatát adja.

## Diódákkal megvalósított keverőkapcsolások[3]
A diódás keverőkapcsolások gyakorlatilag modulátorkapcsolások, viszont itt az oszcillátor frekvenciáját nem alapsávi jellel, hanem a nagyfrekvenciás előerősítő kimeneti jelével moduláljuk.
Az alábbi kapcsolásoknál a P1 pontra érkezik a nagyfrekvenciás előerősítő kimenő jele, a P2 pontra a helyi oszcillátor kimenő jele, a P3 ponton pedig a középfrekvenciás jel vehető le.
A Tr1 és a Tr2 transzformátor tekercseinek menetszáma megegyezik, továbbá mindkét transzformátor primer és szekunder tekercseinek menetszáma is megegyezik. A megcsapolás a tekercs közepén van.